# جامی لور
جامی لور (به انگلیسی: Jamie Lever) (زاده ۱۹ اکتبر ۱۹۸۷) بازیگر هندی است.
از کارهای معروف او می‌توان به بازی در فیلم خانه شلوغ ۴ و پلیس ارواح اشاره کرد.
او فرزند جانی لور است.